# Settimino (Stravinskij)
Il Settimino è una composizione di Igor' Fëdorovič Stravinskij scritta fra il luglio del 1952 e il febbraio del 1953.
Con l'esaurirsi del periodo neoclassico, culminato con l'opera The Rake's Progress, questo lavoro segna una prima parziale svolta del compositore verso la musica seriale. Dedicato alla Dumbarton Oaks Research Library and Collection venne eseguito per la prima volta il 23 gennaio 1954 ad opera del Columbia Chamber Ensemble al National Theatre di Washington diretto dallo stesso Stravinskij.

## Struttura e analisi
- Allegro di sonata
- Passacaglia
- Giga, in quattro sezioni:

1. fuga a tre parti su un solo soggetto (archi)

2. fuga a sei parti su due soggetti (pianoforte, fiati)

3. fuga a tre parti sull'inversione del soggetto (archi)

4. fuga a sei parti sull'inversione del soggetto (pianoforte, fiati).
La composizione è divisa in tre movimenti. Nel primo, Allegro di sonata, la tecnica dodecafonica non è ancora usata integralmente, anche se il nucleo sonoro seriale, che sta alla base del lavoro e che è il concetto di fondo del nuovo metodo compositivo, viene esposto dal clarinetto e poi dagli altri fiati fin dall'inizio. Nel secondo movimento Passacaglia vi è la vera svolta, qui l'uso particolare dei timbri riporta alla Scuola viennese ed in particolare a Webern. La Giga, che conclude l'opera, è costituita da una serie di quattro fughe caratterizzate ognuna da strumenti diversi: la prima e la terza dagli archi, la seconda e la quarta dai fiati e dal pianoforte; è significativo che vengano utilizzate, come indicato in partitura, delle serie di otto suoni per ogni singolo strumento. Il Settimino rappresenta sicuramente il punto centrale della produzione di Stravinskij in questi anni, soprattutto per l'inaspettato interesse che dimostra per la musica di Arnold Schönberg, finora ignorata, come dimostra nella Giga conclusiva.

## Organico
L'organico è perfettamente simmetrico: clarinetto, corno e fagotto (tre strumenti a fiato) - pianoforte - violino, viola e violoncello (tre archi).